# George Andries Roth

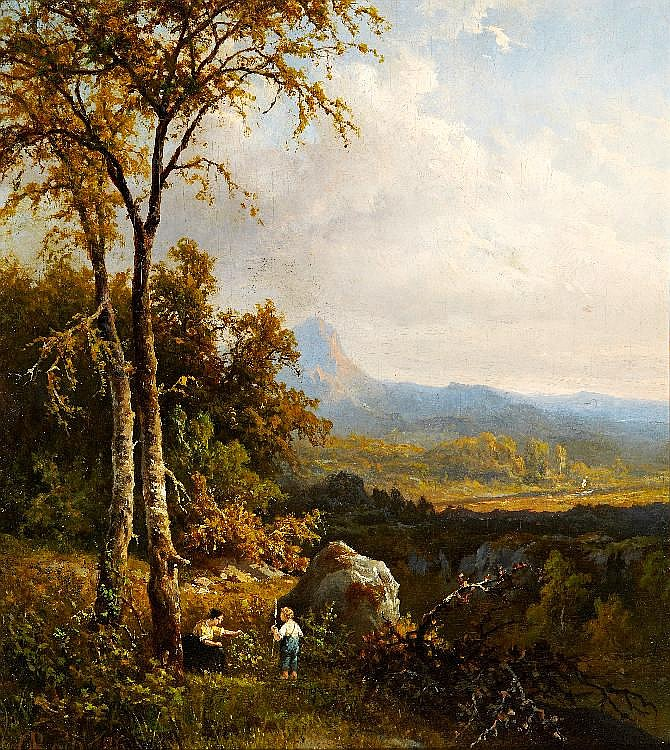
Mutter mit Kind beim Beerensammeln

George Andries Roth (* 11. September 1809 in Amsterdam; † 28. Juli 1887 ebenda) war ein niederländischer Landschaftsmaler.
Roth war Schüler von George Pieter Westenberg (1791–1873). In den Jahren von 1835 bis 1836 unternahm er eine Studienreise durch Deutschland. Er lebte und arbeitete in Amsterdam bis 1878, Opheusden bis 1879, Amsterdam 1880, Opheusden 1881, Tiel bis 1885, Opheusden 1886, Amsterdam. Ab 1839 war er Mitglied der Koninklijke Akademie van Beeldende Kunsten (Amsterdam). Er malte meist waldreiche Landschaften und einige Stadt- und Flussblicke. 
Seine Schüler waren Elias Pieter van Bommel und Cornelis Petrus van ’t Hoen.